# پتر ورولیش
پتر ورولیش (آلمانی: Peter Wrolich؛ زادهٔ ۳۰ مهٔ ۱۹۷۴) دوچرخه‌سوار اهل اتریش است.
وی عضو تیم دوچرخه‌سواری گرواشتاینر و تیم میلرام بوده است.